# Artesia (California)
Artesia è una città del sudest della contea di Los Angeles, California, e una delle Gateway Cities. Fu incorporata il 29 maggio 1959. La popolazione era di 16 380 abitanti al censimento del 2000. Artesia confina a ovest, sud, ed est con Cerritos e con Norwalk a nord.